# Vláda Ukrajiny
Vláda Ukrajiny (ukrajinsky: Кабінет Міністрів України) je vrcholný orgán výkonné moci na Ukrajině. Její postavení vymezuje ukrajinská ústava. Předsedu vlády jmenuje prezident Ukrajiny se souhlasem parlamentu a zbývající členy vlády jmenuje prezident na návrh předsedy.

## Současná vláda
Hlavou státu se po prezidentských volbách v květnu 2019 stal Volodymyr Zelenskyj
Současnou vládu, sestavenou po parlamentních volbách v roce 2019, vede premiér Denys Šmyhal a tvoří ji zástupci vítězné strany Služebník lidu. Šmyhalova vláda byla ustavena 4. března 2020, den poté, co rezignovala vláda Oleksije Hončaruka.

### Složení vlády Ukrajiny
- Předseda vlády: Denys Šmyhal

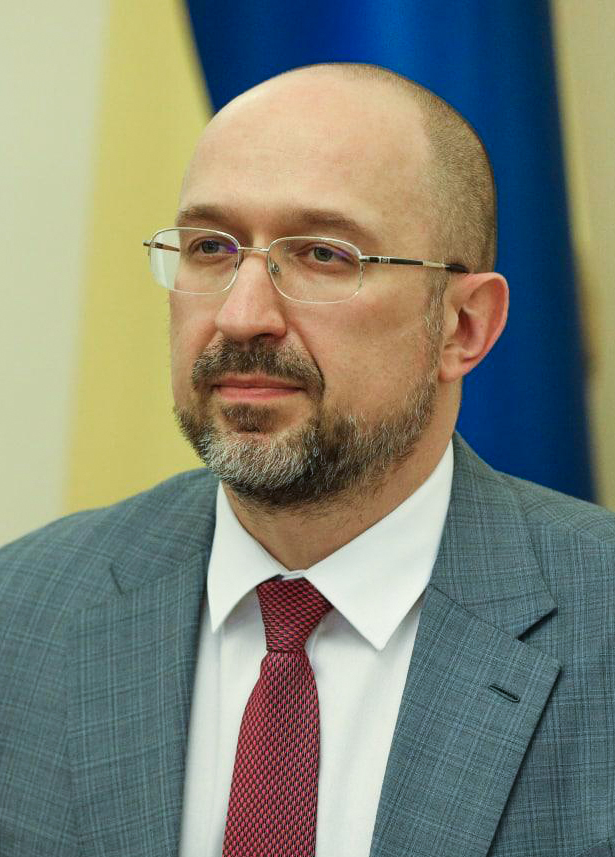
Předseda vlády Denys Šmyhal

- První místopředsedkyně vlády, ministryně hospodářství: Julija Svyrydenková
- Místopředseda vlády, ministr obrany: Rustem Umerov
- Místopředsedkyně vlády: Olha Stefanišynová
- Místopředseda vlády, ministr pro digitální transformaci: Mychajlo Fedorov
- Místopředseda vlády, ministr strategického průmyslu: Pavlo Rjabikin
- Ministr pro reintegraci dočasně okupovaných území: Iryna Vereščuková
- Ministr zemědělství: Mykola Solskyj
- Ministr vnitra: Ihor Klymenko, do ledna 2023 Denys Monastyrskyj
- Ministr zahraničních věcí: Andrij Sybiha, do září 2024 Dmytro Kuleba
- Ministr energetiky: Herman Haluščenko
- Ministr životního prostředí a přírodních zdrojů: Roman Abramovskyj
- Ministr infrastruktury: Oleksandr Kubrakov
- Ministr kultury a informační politiky: Oleksandr Tkačenko
- Ministr mládeže a tělovýchovy: Vadym Hutcajt
- Ministr školství a vědy: Serhij Škarlet
- Ministr zdravotnictví: Viktor Ljaško
- Ministr pro rozvoj obcí a území: Oleksij Černyšov
- Ministryně sociální politiky: Oksana Žolnovyčová
- Ministryně pro záležitosti veteránů: Julija Laputinová
- Ministr financí: Serhij Marčenko
- Ministr spravedlnosti: Denys Maljuska
- Ministr kabinetu ministrů: Oleh Němčinov